# B A R U
B A R U is een bestuurslaag in het regentschap Deli Serdang van de provincie Noord-Sumatra, Indonesië. B A R U telt 6753 inwoners (volkstelling 2010).